# Nelleke Penninx
Petronella Wilhelmina Cornelia Penninx, nekdanja nizozemska veslačica, * 14. september 1971, Loosdrecht.
Na Poletnih olimpijskih igrah leta 2000 v Sydneyju je z nizozemskim osmercem osvojila srebrno olimpijsko medaljo. Na predhodni Olimpijadi v Atlanti je z dvojnim četvercem osvojila šesto mesto.